# 高安のビジュン
高安のビジュン（たかやす の びじゅん）は、沖縄県豊見城市高安にある霊石を祀る拝所である。

## 概要
- ビジュル・ビジュンとは「霊石を祀る習俗」の事で、多くは沖縄本島内に分布し、豊見城市内では一般的にビジュンと呼ばれている。高安のビジュンは祠の中に丸みのあるニービヌフニ（細粒砂岩）1個を霊石として祀っている。

- このビジュンには、次のような伝承が残されている。「その昔、兼城間切座波（現在の糸満市座波）の若者2人が首里の王様へ献上する神酒をそれぞれ担ぎ、ビジュンの前で休憩を取った時の話である。重い神酒を担ぎ、疲れが出てきた若者2人はビジュンにお願いをした。1人は「神酒を軽くしてほしい」と願い、もう1人は「力を出させてほしい」と願いをした。すると、怠け心から神酒を軽くしてほしいと願った若者の方は、桶に掛けた縄が途中で切れて神酒を全てこぼしてしまった。しかし、力を出させてほしいと願った真面目な若者の方は、無事に首里へ神酒を届けることが出来た。ビジュンの神様は、真面目な者には力を授ける、素晴らしい神として崇められている。」●高安のビジュン物語（高安子ども会で紙芝居を作成した）[2]

- 高安のビジュンでは毎年旧暦9月13日に、ビジュンヘーシ（アギーヘーシとも）という伝統行事が現在でも行われている[3][4]。昭和35年頃までは、この日にビジュンの広場に多くの字民が集まり、歌三線を交えて宴を催した。現在では、住民が家族ごとに参拝し無病息災や家内安全を祈願するほか、新生児が生まれた家や新築世帯では泡盛の一升瓶をお供えし報告することが習わしとなっている[3]。また、役目と呼ばれる若手の字役員らによって前日にはビジュン周辺の清掃を、当日には瀬長島でサンゴ石を拾いビジュンに供え、参拝者を迎える等の準備が行われている。

- その他にも、戦前までビジュンヘーシ前日に瀬長島の拝所「ウマンチュー」を字役員が拝する風習があったり、現在でも翌日14日には門中ごとに瀬長島でシナガムヌメー（アンジナムヌメーとも）が行われていたりする[5]。高安と瀬長島の関係性は明らかではないが、ビジュンヘーシの季節は、高安の人々が瀬長島に多く関わる時期でもある。